# Hr.Ms. O 3 (1913)
De Hr.Ms. O 3 was een Nederlandse onderzeeboot van de O 2-klasse. Net als eerdere onderzeeboten, de O 1 en de O 2, werd de O 3 door Koninklijke Maatschappij de Schelde uit Vlissingen gebouwd. Tijdens een van de testen met de O 3 op 1 november 1912 explodeerde een deel van de batterijen waardoor 58 van de 60 batterijen beschadigd raakten. Deze explosie zorgde ervoor dat de indienstneming van de O 3 moest worden uitgesteld. De taak van de O 3 bij de Nederlandse marine was het patrouilleren van de Nederlandse kustwateren.
Tijdens de Eerste Wereldoorlog was de O 3 gestationeerd in Vlissingen. Koningin Wilhelmina bezocht tijdens de Eerste Wereldoorlog op 13 september 1914 de O 3, die op dat moment in Den Helder lag. Tijdens het bezoek maakte Koningin Wilhelmina een tocht aan boord van deze onderzeeboot, waarbij ook gedoken werd.